# فینال جام حذفی فوتبال انگلستان ۲۰۰۱
فینال جام حذفی فوتبال انگلستان ۲۰۰۱، رقابت پایانی جام حذفی فوتبال انگلستان در سال ۲۰۰۱ میلادی است که مابین دو تیم باشگاه فوتبال لیورپول و باشگاه فوتبال آرسنال در ورزشگاه میلنیوم کاردیف برگزار شده‌است.
این مسابقه که در تاریخ ۱۲ مه ۲۰۰۱ انجام شده‌است با نتیجه ۲ بر ۱ به سود تیم باشگاه فوتبال لیورپول به پایان رسید.